# MTV Europe Music Award para Melhor Canção

Lady Gaga é a única artista a vencer este prêmio duas vezes consecutivas; "Bad Romance" venceu em 2010 e "Born This Way" em 2011. Com "Born This Way", Gaga foi a primeira artista feminina a vencer os prêmios de Melhor Canção e Melhor Videoclipe na mesma edição do MTV EMA.

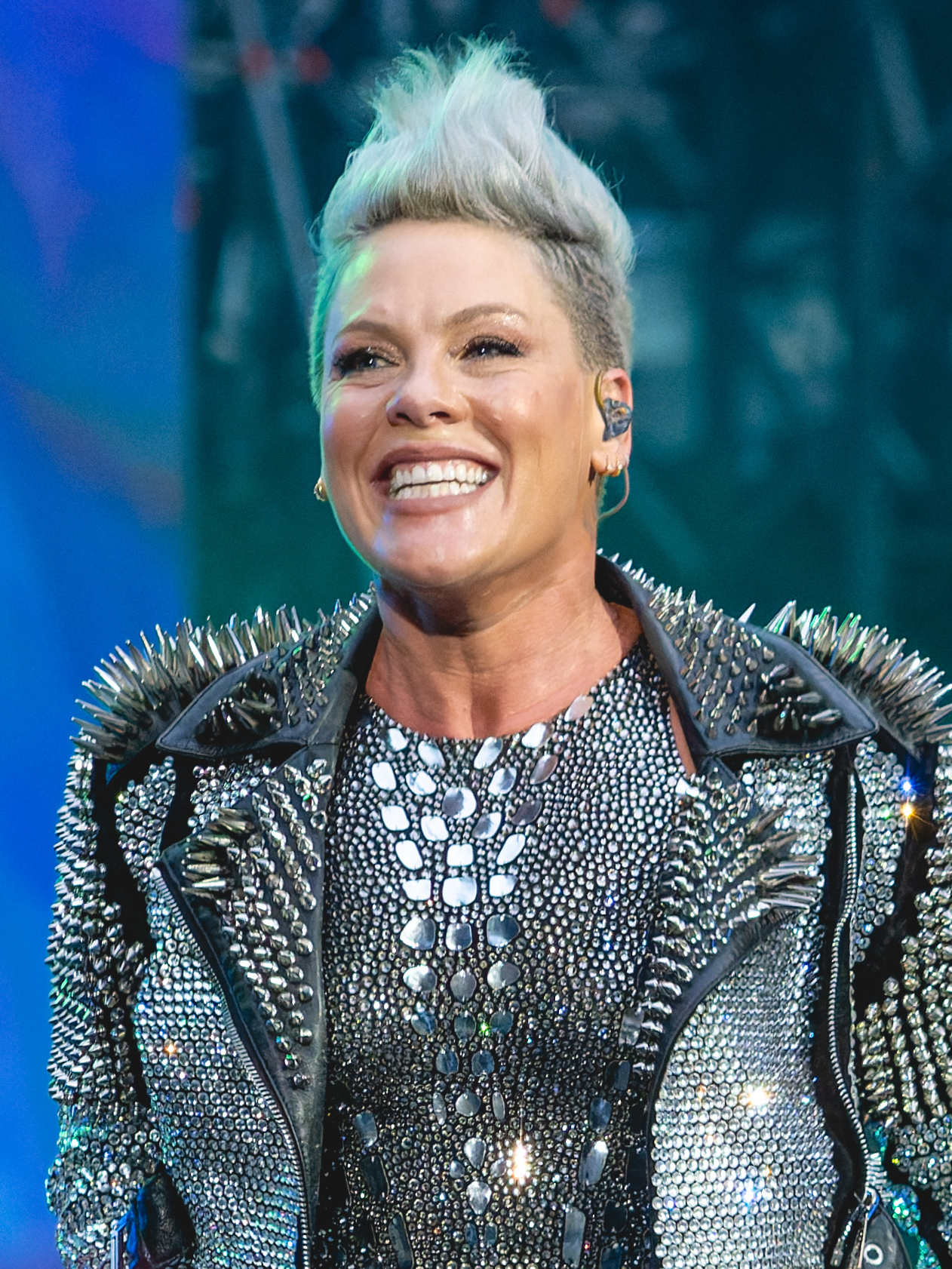
P!nk venceu em 2002, com "Get the Party Started", e em 2008, com "So What".

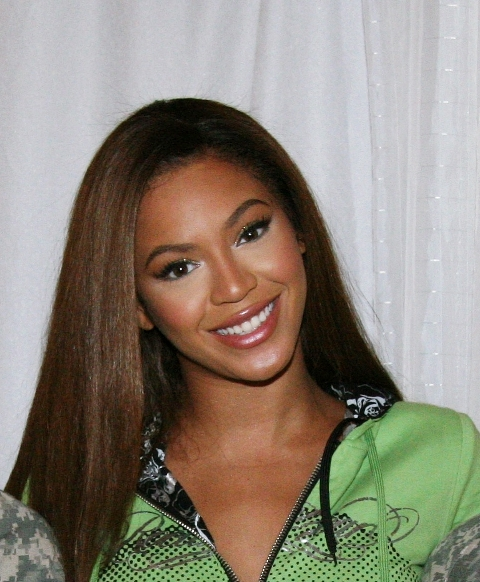
Beyoncé venceu em 2003 e 2009, com "Crazy in Love" e "Halo", respetivamente.

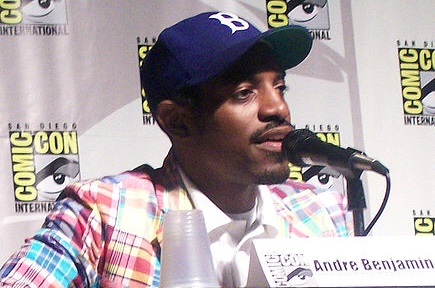
Em 2004, André 3000 se tornou o primeiro artista a vencer os MTV EMA de Melhor Canção e Melhor Videoclipe com o mesmo tema, neste caso "Hey Ya!".

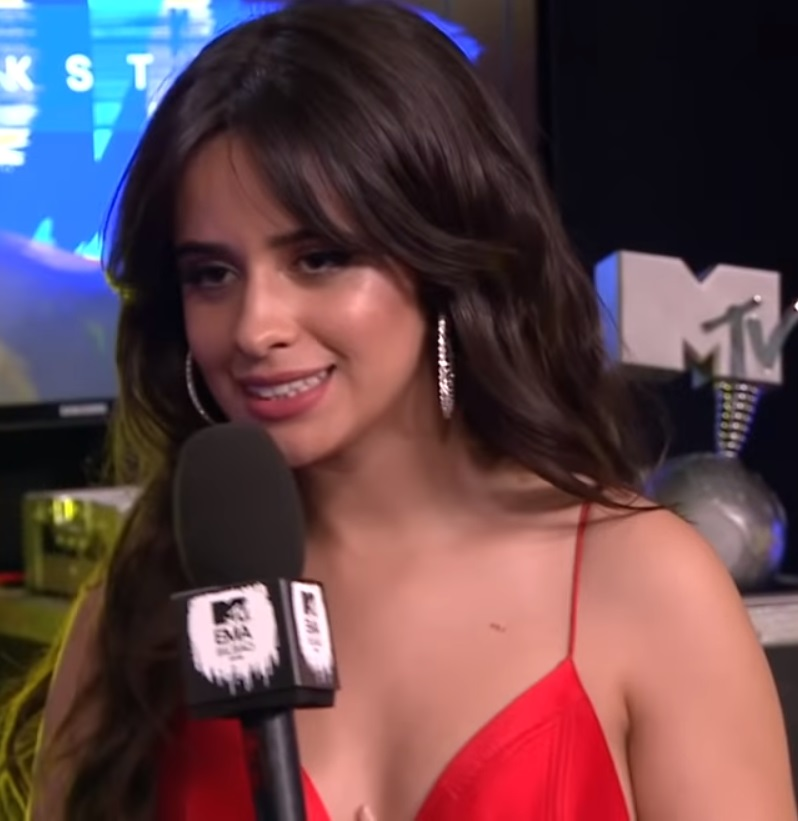
Em 2018, Camila Cabello passou a ser a segunda artista feminina - e a terceira artista em geral - a receber os prêmios de Melhor Canção e Melhor Videoclipe na mesma edição do evento e com mesmo tema, que, neste caso, se trata do single "Havana".

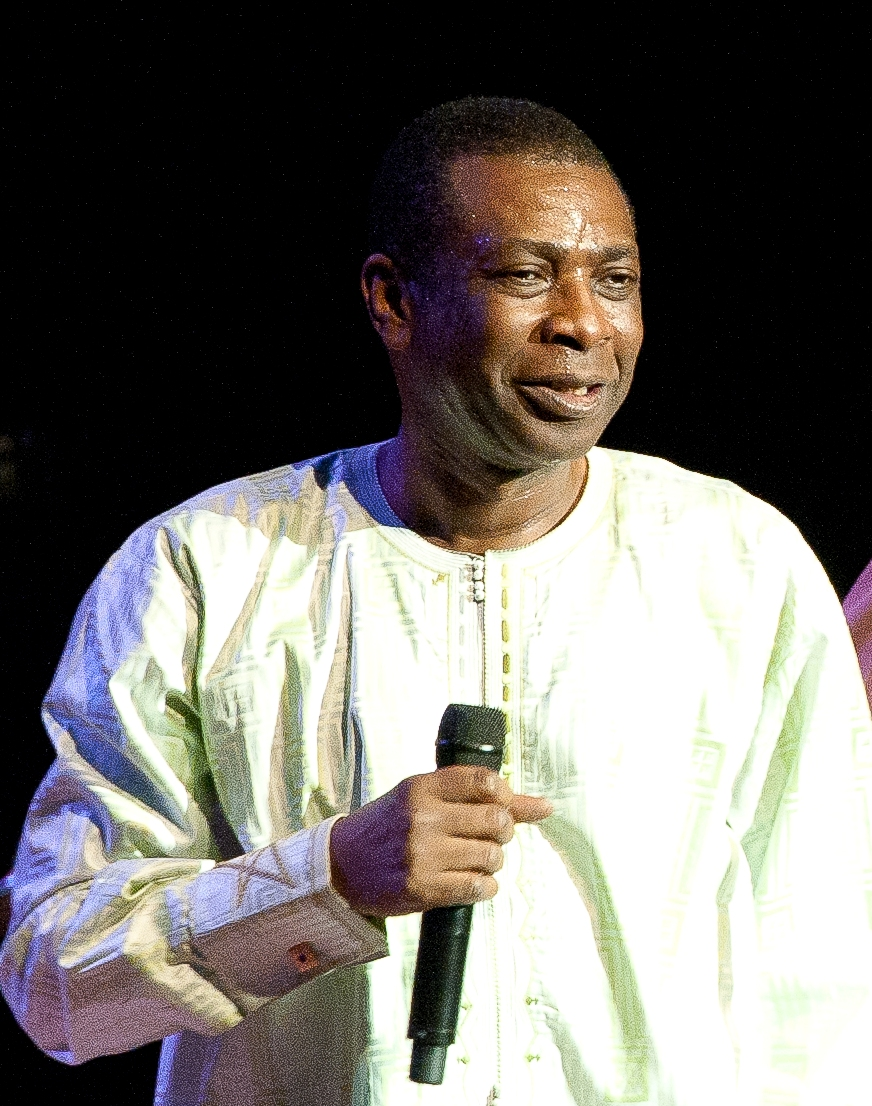
O senegalês Youssou N'Dour é o único artista africano a vencer esta categoria; fê-lo na edição inaugural do MTV EMA, em 1994, com "Seven Seconds", um dueto trílingue com a sueca Neneh Cherry. Yossou N' Dour seria também o único indicado africano a esta categoria até 2023, quando o nigeriano Rema recebeu uma indicação.

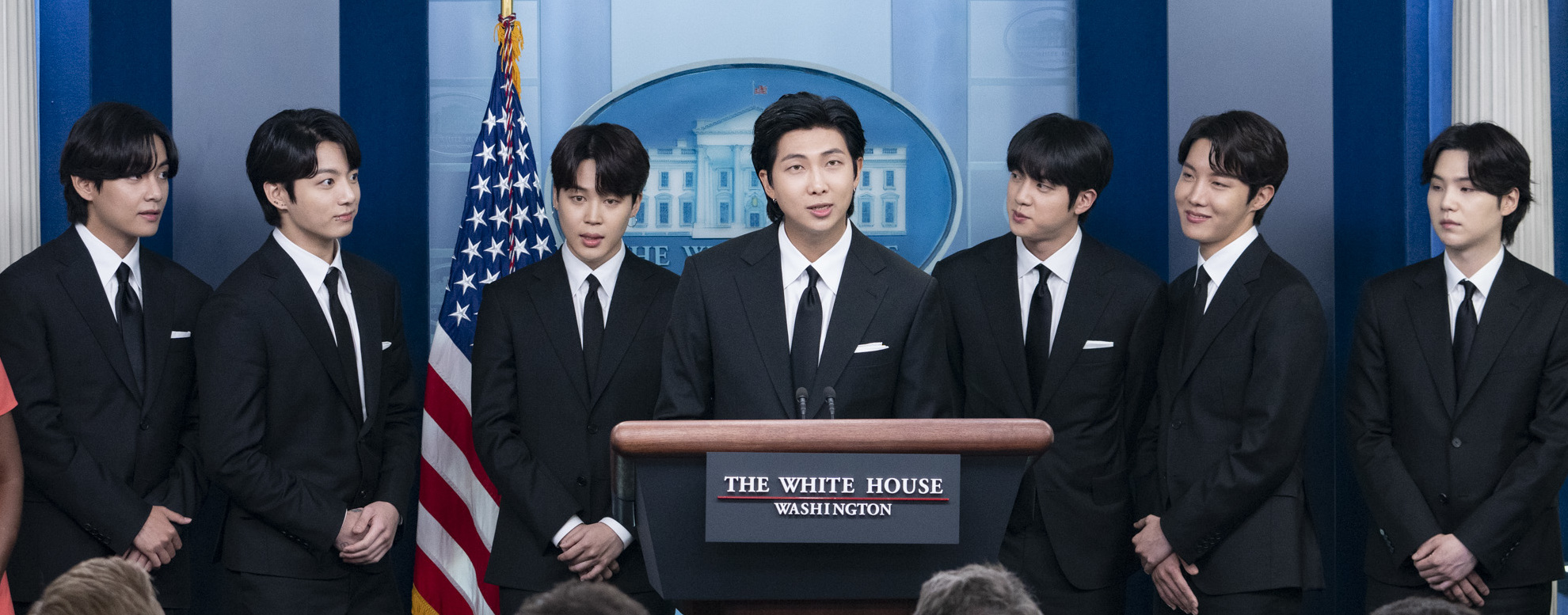
Com "Dynamite" tendo sido a canção mais votada pelo público em 2020, os membros do boy group sul-coreano se tornaram os primeiros asiáticos a receber o prêmio.

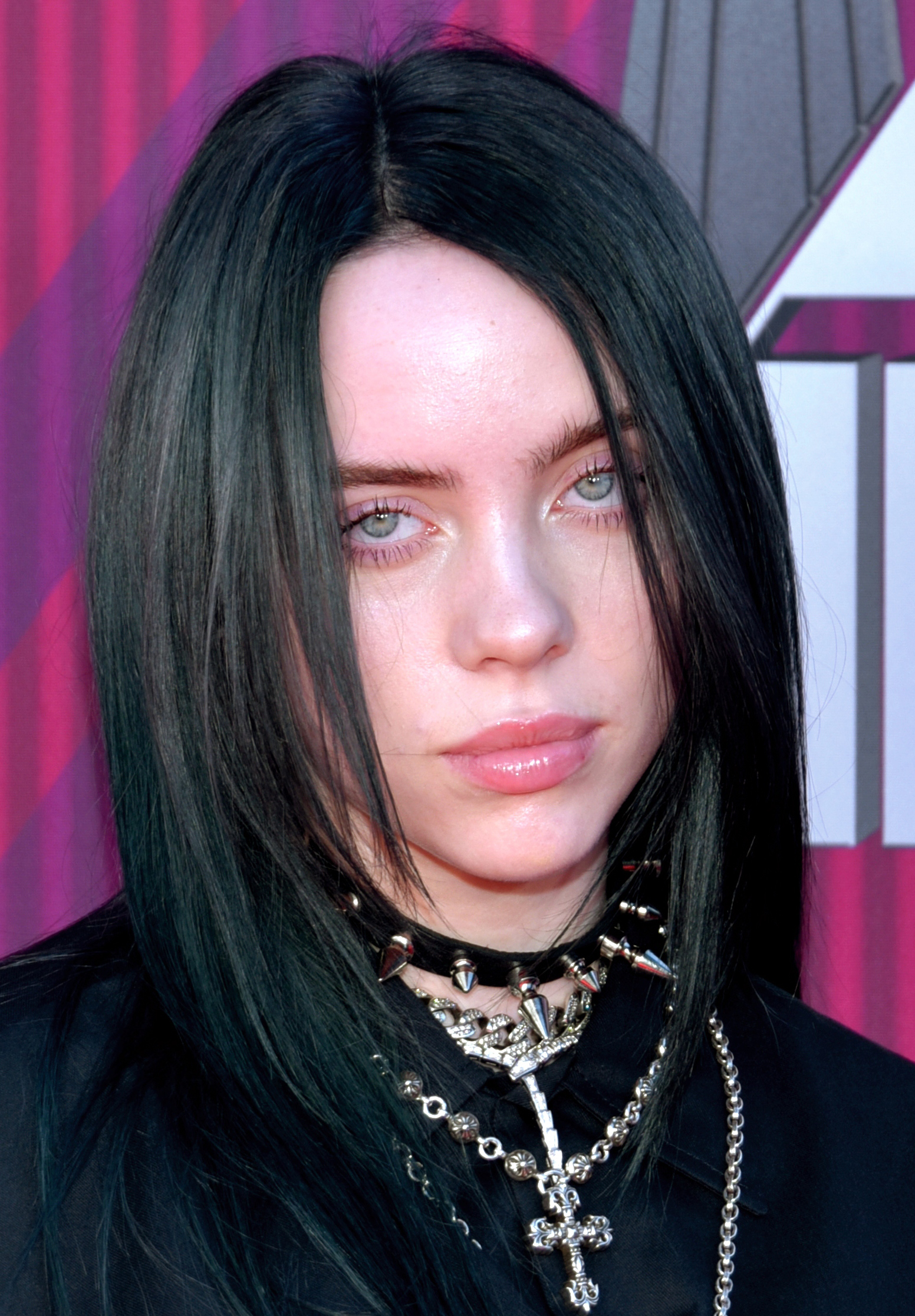
Tendo sido premiada por "Bad Guy", em 2019 Billie Eilish se tornou a artista mais jovem a receber o prêmio, quando estava a 45 dias de cumprir o seu 18.º aniversário. É também a única artista nascida no século 21 a receber o MTV EMA para Melhor Canção.

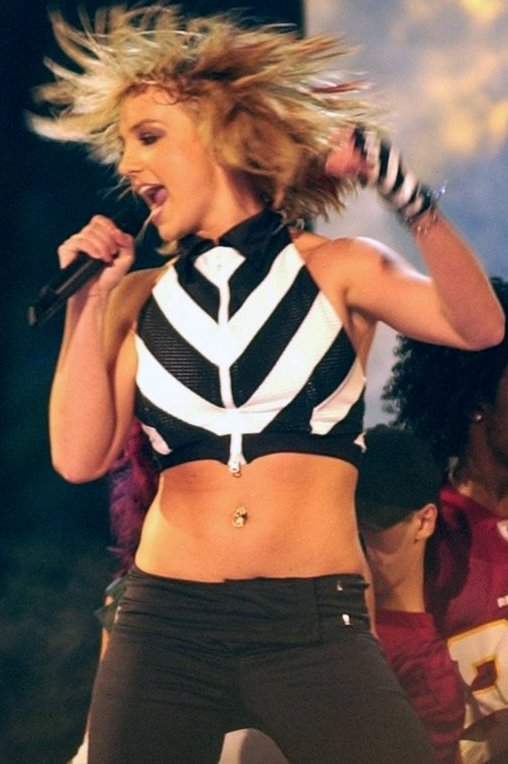
Tendo recebido o prêmio por "...Baby One More Time" em 1999, Britney Spears foi durante 20 anos a artista que era mais jovem quando foi galardoada, quando estava a 21 dias de fazer 18 anos.

Rihanna detém o recorde de indicações para Melhor Canção, com oito; apesar disso, nunca venceu esta categoria.

O MTV Europe Music Award para Melhor Canção - MTV Europe Music Award for Best Song, no original - é uma categoria fixa do MTV Europe Music Awards (MTV EMA), criada em 1994. 
Em 2007, a cerimónia passou por uma reinvenção e a categoria foi chamada "Trilha Mais Viciante" (Most Addictive Track), mas em 2009 voltou ao seu formato/nome original. Em 2020, a categoria passou a ter seis indicações, em vez de cinco. Em 2023, passou de seis indicações a sete.
As cantoras estadunidenses Beyoncé, P!nk e Lady Gaga venceram o prêmio duas vezes, sendo que esta última o ganhou em anos consecutivos. O cantor sul-coreano Jungkook também venceu o prêmio duas vezes, uma enquanto membro do grupo BTS e outra enquanto artista a solo.
A única canção com versos em outra língua que não o inglês - neste caso, o francês e o uolofe - a ganhar esta categoria foi a canção vencedora da edição inaugural do MTV EMA (1994), "7 Seconds". Com as indicações, na edição de 2022, de "Me Porto Bonito", de Bad Bunny com Chencho Corleone, e "Despechá", de Rosalía, pela primeira vez foram indicadas canções cantadas integralmente em outro idioma que não o inglês (neste caso, ambas são cantadas em espanhol). Cinco anos antes, a versão de "Despacito" com Justin Bieber, cantada maioritariamente em espanhol, também tinha sido indicada para esta categoria.

## Década de 1990
| Ano  | Vencedor                                      | Nomeados                      |
| ---- | --------------------------------------------- | ----------------------------- |
| 1994 | / Youssou N’Dour e Neneh Cherry — "7 Seconds" | - Blur — "Girls & Boys"       |
| 1995 | The Cranberries — "Zombie"                    | - TLC — "Waterfalls"          |
| 1996 | Oasis — "Wonderwall"                          | - Pulp — "Disco 2000"         |
| 1997 | Hanson — "Mmmbop"                             | - Will Smith — "Men In Black" |
| 1998 | Natalie Imbruglia — "Torn"                    | - Robbie Williams — "Angels"  |
| 1999 | Britney Spears — "…Baby One More Time"        | - TLC — "No Scrubs"           |

## Década de 2000
| Ano      | Vencedor                                                     | Nomeados                                                          |
| -------- | ------------------------------------------------------------ | ----------------------------------------------------------------- |
| 2000     | Robbie Williams — "Rock DJ"                                  | - Britney Spears — "Oops!… I Did It Again"                        |
| 2001     | / Gorillaz — "Clint Eastwood" (com Del the Funky Homosapien) | - / Eminem (com Dido) — "Stan"                                    |
| 2002     | P!nk — "Get the Party Started"                               | - Shakira — "Whenever, Wherever"                                  |
| 2003     | / Beyoncé (com Jay-Z) — "Crazy In Love"                      | - Justin Timberlake — "Cry Me A River"                            |
| 2004     | Outkast (André 3000) — "Hey Ya!"                             | - / Usher (com Lil' Jon e Ludacris) — "Yeah!"                     |
| 2005     | Coldplay — "Speed of Sound"                                  | - / Snoop Dogg (com Justin Timberlake e Charlie Wilson) — "Signs" |
| 2006     | Gnarls Barkley — "Crazy"                                     | - / Shakira (com Wyclef Jean) — "Hips Don't Lie"                  |
| 2007     | Avril Lavigne — "Girlfriend"                                 | - Amy Winehouse — "Rehab"                                         |
| 2008 [a] | P!nk — "So What"                                             | - Katy Perry — "I Kissed a Girl"                                  |
| 2009     | Beyoncé — "Halo"                                             | - Lady Gaga — "Poker Face"                                        |

## Década de 2010
| Ano  | Vencedor                                          | Nomeados |
| ---- | ------------------------------------------------- | --- |
| 2010 | Lady Gaga — "Bad Romance"                         | - / Eminem (com Rihanna) — "Love the Way You Lie" - / Katy Perry (com Snoop Dogg) — "California Gurls" - Rihanna — "Rude Boy" - / Usher (com will.i.am) — "OMG"                                                           |
| 2011 | Lady Gaga — "Born This Way                        | - Adele — "Rolling in the Deep" - Bruno Mars — "Grenade" - / Jennifer Lopez (com Pitbull) — "On the Floor" - Katy Perry — "Firework                                                                                       |
| 2012 | Carly Rae Jepsen — "Call Me Maybe"                | - / Fun. (com Janelle Monáe) - "We Are Young" - / Gotye (com Kimbra) - "Somebody That I Used to Know" - / Pitbull (com Chris Brown) - "International Love" - / Rihanna (com Calvin Harris) - "We Found Love"              |
| 2013 | Bruno Mars — "Locked Out of Heaven"               | - / Daft Punk (com Pharrell Williams e Nile Rodgers) - "Get Lucky" - / Macklemore & Ryan Lewis (com Wanz) - "Thrift Shop" - Rihanna - "Diamonds" - / Robin Thicke (com T.I. e Pharrell Williams) - "Blurred Lines"        |
| 2014 | / Ariana Grande (com Iggy Azalea) — "Problem"     | - / Eminem (com Rihanna) - "The Monster" - / Katy Perry (com Juicy J) - "Dark Horse" - Pharrell Williams - "Happy" - Sam Smith - "Stay With Me"                                                                           |
| 2015 | / Taylor Swift (com Kendrick Lamar) — "Bad Blood" | - Ellie Goulding - "Love Me Like You Do" - / Major Lazer e DJ Snake (com MØ) - "Lean On" - / Mark Ronson (com Bruno Mars) - "Uptown Funk" - / Wiz Khalifa (com Charlie Puth) - "See You Again"                            |
| 2016 | Justin Bieber — "Sorry"                           | - Adele - "Hello" - Lukas Graham - "7 Years" - / Mike Posner - "I Took a Pill in Ibiza (Seeb Remix)" - / Rihanna (com Drake) - "Work"                                                                                     |
| 2017 | Shawn Mendes — "There's Nothing Holdin' Me Back"  | - / Clean Bandit (com Sean Paul e Anne-Marie) - "Rockabye" - / DJ Khaled, Rihanna e Bryson Tiller - "Wild Thoughts" - Ed Sheeran - "Shape of You" - / Luis Fonsi e Daddy Yankee (com Justin Bieber) - "Despacito (Remix)" |
| 2018 | / Camila Cabello (com Young Thung) — "Havana"     | - Ariana Grande - "No Tears Left to Cry" - / Bebe Rexha (com Florida Georgia Line) - "Meant to Be" - Drake - "God's Plan" - / Post Malone (com 21 Savage) - "Rockstar"                                                    |
| 2019 | Billie Eilish — "Bad Guy"                         | - Ariana Grande - "7 Rings" - / Lil Nas X (com Billy Ray Cyrus) - "Old Town Road (Remix)" - / Post Malone e Swae Lee - "Sunflower" - / Shawn Mendes e Camila Cabello - "Señorita"                                         |

## Década de 2020
| Ano  | Vencedor                          | Nomeados |
| ---- | --------------------------------- | --- |
| 2020 | BTS — "Dynamite"                  | - / DaBaby (com Roddy Rich) - "Rockstar" - Dua Lipa - "Don't Start Now" - / Lady Gaga e Ariana Grande - "Rain On Me" - Roddy Rich - "The Box" - The Weeknd - "Blinding Lights"                                                    |
| 2021 | Ed Sheeran — Bad Habits           | - / Doja Cat (com SZA) - "Kiss Me More" - / Justin Bieber (com Daniel Caesar & Giveon) - "Peaches" - Lil Nas X - "Montero (Call Me By Your Name)" - Olivia Rodrigo - "Drivers License" - / the Kid Laroi e Justin Bieber - "Stay" |
| 2022 | Nicki Minaj — "Super Freaky Girl" | - / Bad Bunny e Chencho Corleone - "Me Porto Bonito" - Harry Styles - "As It Was" - Jack Harlow - "First Class" - Lizzo - "About Damn Time" - Rosalía - "Despechá"                                                                |
| 2023 | / Jung Kook (com Latto) — "Seven" | - Doja Cat - "Paint the Town Red" - Miley Cyrus - "Flowers" - Olivia Rodrigo - "Vampire" - SZA - "Kill Bill" - Taylor Swift - "Anti-Hero" - / Rema e Selena Gomez - "Calm Down"                                                   |
| 2024 | Sabrina Carpenter - "Espresso"    | - Ariana Grande - "We Can't Be Friends (Wait for Your Love)" - Benson Boone - "Beautiful Things" - Beyoncé - "Texas Hold 'Em" - Billie Eilish - "Birds of a Feather" - Chappell Roan - "Good Luck, Babe!"                         |

1. ↑  Ismerim, Flávio (8 de outubro de 2024). «MTV EMA 2024: confira a lista de indicados da premiação». CNN Brasil. Consultado em 9 de outubro de 2024
2. ↑  «MTV EMA 2024: Taylor Swift, Bárbara Bandeira e os demais vencedores». Expresso. 11 de novembro de 2024. Consultado em 12 de novembro de 2024